# Lipowa (województwo kujawsko-pomorskie)
Lipowa (niem. Glashütte Lippowo, od roku 1900 Königsbruch) – wieś borowiacka w Polsce, położona w województwie kujawsko-pomorskim, w powiecie tucholskim, w gminie Śliwice, na obszarze Borów Tucholskich, w pobliżu trasy dawnej magistrali węglowej Maksymilianowo – Kościerzyna – Gdynia. Wieś leży w pasie najwyższych wzgórz w tej części Borów Tucholskich.
W latach 1975–1998 miejscowość administracyjnie należała do województwa bydgoskiego. Według Narodowego Spisu Powszechnego (III 2011 r.) liczyła 182 mieszkańców. Jest ósmą co do wielkości miejscowością gminy Śliwice.
W pobliżu tutejszej leśniczówki rosła niegdyś okazała sosna, zwana Królową Borów (pomnik przyrody), przewrócona przez wiatr w początku lat 90. XX wieku. Obwód drzewa wynosił prawie 3 metry, a wysokość - 38 m. Znajduje się tu także aleja dębowa, złożona z kilkunastu drzew tego gatunku o obwodach od 220 do 420 cm. Na końcu alei stoi drewniana wieża strażacka.
Na terenie wsi znajduje się budynek po byłej szkole pochodzący z 1907 roku, pomieszczenia którego pełnią obecnie funkcję świetlicy wiejskiej. Szkoła w Lipowej funkcjonowała przez 110 lat, od roku 1865 do 1975. W pobliżu byłej szkoły znajdują się pozostałości po cmentarzu ewangelickim. W przeszłości istniał tu prawdopodobnie również drewniany kościół ewangelicki. W roku 1781 w miejscowości powstała huta szkła.
6 sierpnia 2016, w miejscu starcia 5. szwadronu V Wileńskiej Brygady AK z żołnierzami KBW (20 lipca 1946) odsłonięto pomnik. Wcześniejszy pomnik pochodził z roku 1966 i upamiętniał poległych drugiej strony walk (KBW).